# Kanton Brioude-Sud
Kanton Brioude-Sud (fr. Canton de Brioude-Sud) je francouzský kanton v departementu Haute-Loire v regionu Auvergne. Tvoří ho sedm obcí.

## Obce kantonu
- Brioude (jižní část)
- Chaniat
- Fontannes
- Javaugues
- Lavaudieu
- Saint-Just-près-Brioude
- Vieille-Brioude